# Kopa MCB
La Kopa MCB fue el torneo de copa de fútbol a nivel de clubes más importante de Bonaire y que organiza la Federación de Fútbol de Bonaire.

## Historia
Hasta el año 2010 cuando se disolvió las Antillas Neerlandesas, los clubes de Bonaire jugaban junto a los clubes de Curaçao y las Antillas Neerlandesas la Kopa Antiano.
Luego de ganar su nuevo estatus político, tenían que crear un torneo de copa propio en Bonaire, con lo que nace la Kopa MCB en el año 2012 y el nombre se debe al principal patrocino, el Maduro & Curiel's Bank.

## Ediciones Anteriores
| Temporada | Campeón     | Resultado | Finalista   | Ref.  |
| --------- | ----------- | --------- | ----------- | ----- |
| 2012      | Real Rincon | 2–0       | SV Juventus | [ 4 ] |
| 2013      | Real Rincon | 1–1 (p)   | SV Uruguay  | [ 5 ] |
| 2014      | Real Rincon | 3–1       | SV Uruguay  | [ 6 ] |
| 2015      | Real Rincon | 5–3       | SV Uruguay  | [ 7 ] |

## Títulos por Equipo
| Club        | Títulos | Subtítulos | Años títulos           |
| ----------- | ------- | ---------- | ---------------------- |
| Real Rincon | 4       | 0          | 2012, 2013, 2014, 2015 |
| SV Uruguay  | 0       | 3          |                        |
| SV Juventus | 0       | 1          |                        |